# 大熊座22
大熊座22，又名BD+72 462，HD 82189、SAO 6898、HR 3768，是大熊座的一颗恒星，视星等为5.72，位于銀經139.93，銀緯37.74，其B1900.0坐标为赤經9h 25m 27.9s，赤緯+72° 37.74′ 59″。